# 4998 Кабасіма
4998 Кабасіма (4998 Kabashima) — астероїд головного поясу, відкритий 5 листопада 1986 року.
Тіссеранів параметр щодо Юпітера — 3,224.